# Dawid Jefremow
Dawid Alexandrowitsch Jefremow (russisch Дави́д Алекса́ндрович Ефре́мов, engl. Transkription David Yefremov; * 15. Januar 1999) ist ein kasachischer Hürdenläufer, der sich auf die 110-Meter-Distanz spezialisiert hat. 2023 wurde er Hallenasienmeister im 60-Meter-Hürdenlauf.

## Sportliche Laufbahn
Erste Erfahrungen bei internationalen Meisterschaften sammelte Dawid Jefremow bei den Juniorenasienmeisterschaften 2018 in Gifu, bei denen er in 13,81 s die Bronzemedaille gewann. Damit qualifizierte er sich für die U20-Weltmeisterschaften in Tampere, bei denen er mit 14,01 s bereits im Vorlauf ausschied. Im August nahm er erstmals an den Asienspielen in Jakarta teil und schied dort ebenfalls mit 14,63 s in der ersten Runde aus. Im Jahr darauf belegte er bei den Asienmeisterschaften in Doha in 13,83 s den sechsten Platz. Anschließend nahm er erstmals an der Sommer-Universiade in Neapel teil und schied dort mit 13,71 s in der ersten Runde aus und belegte mit der 4-mal-400-Meter-Staffel in 3:07,66 min den achten Platz. 2021 siegte er in 13,66 s beim Qosanov Memorial und im Jahr darauf wurde er bei den Hallenweltmeisterschaften in Belgrad in der Vorrunde über 60 m Hürden wegen eines Fehlstarts disqualifiziert. Im August gelangte er bei den Islamic Solidarity Games in Konya mit 13,64 s auf Rang vier und belegte mit der Staffel in 3:10,63 min den fünften Platz. 2023 siegte er in 7,65 s bei den Hallenasienmeisterschaften in Astana. Im Juli belegte er dann bei den Asienmeisterschaften in Bangkok in 13,60 s den sechsten Platz über 110 m Hürden. Im August belegte er bei den World University Games in Chengdu mit 13,63 s den fünften Platz und schied dann bei den Weltmeisterschaften in Budapest mit 13,78 s in der ersten Runde aus. Im Oktober kam er dann bei den Asienspielen in Hangzhou mit 14,03 s nicht über den Vorlauf hinaus. Im Jahr darauf verbesserte er den kasachischen Hallenrekord über 60 m Hürden auf 7,59 s und verteidigte im Februar in 7,60 s seinen Titel bei den Hallenasienmeisterschaften in Teheran. Kurz darauf schied er bei den Hallenweltmeisterschaften in Glasgow mit 7,68 s im Semifinale aus. Im August wurde er bei den Olympischen Sommerspielen in Paris in der Hoffnungsrunde disqualifiziert.
2025 belegte er bei den Asienmeisterschaften in Gumi in 13,69 s den fünften Platz über 110 m Hürden.
In den Jahren 2018 und 2019 sowie von 2021 bis 2024 wurde Jefremow kasachischer Meister im 110-Meter-Hürdenlauf sowie 2019 auch in der 4-mal-100-Meter-Staffel und in der Mixed-Staffel. In der Halle wurde er von 2020 bis 2025 Meister über 60 m Hürden und 2018, 2021 und 2022 in der 4-mal-200-Meter-Staffel.

## Persönliche Bestzeiten
- 110 m Hürden: 13,51 s (+1,3 m/s), 2. Juli 2023 in Almaty
  - 60 m Hürden (Halle): 7,59 s, 27. Januar 2024 in Astana (kasachischer Rekord)